# Christoph Vatter
Christoph Vatter (* 1974 in Neustadt an der Weinstraße) ist ein deutscher Romanist und Kulturwissenschaftler.

## Leben
Von 1995 bis 2000 studierte er Interkulturelle Kommunikation, Französische Sprach- und Literaturwissenschaft und Deutsch als Fremdsprache an der Universität des Saarlandes und der Universität Laval. Nach der Promotion 2008 zum Dr. phil. an der Universität des Saarlandes und der Université de Lorraine war er von 2010 bis 2017 Juniorprofessor für Interkulturelle Kommunikation an der Universität des Saarlandes. 2013/14 vertrat er die Professur für Interkulturelle Bildung an der Universität der Bundeswehr München, von 2017 bis 2021 die Professur für Romanische Landes- und Kulturwissenschaft an der Martin-Luther-Universität Halle. Seit 2021 ist er Professor für Interkulturelle Wirtschaftskommunikation mit Schwerpunkt Kulturtheorie und Kommunikationsforschung an der Friedrich-Schiller-Universität Jena.